# Havass Rezső
Havass Rezső (Handtel Rezső, Pozsony, 1852. január 17. – Budapest, 1927. április 22.) bölcseleti doktor, geográfus, udvari tanácsos, középiskolai okleveles tanár és az első magyar általános biztosító társaság matematikai osztályának főnöke.

## Élete
Handtel Károly gyógyszerész és Wilfinger Hermina fia. Atyja előbb Kecskeméten, majd Budapesten volt gyógyszerész, Havass is ezen két helyen járta középiskoláit; azután a pesti egyetemre iratkozott be. 1873-ban mint egyéves önkéntes tiszti vizsgát tett. Handtel családi nevét 1877-ben változtatta Havassra. 1876. június 7-én a földrajzból bölcseletdoktori s ugyanazon tárgyból 1878-ban középiskolai tanári oklevelet nyert. Ezen idő alatt az első magyar biztosító társaság hivatalnoka lett és ottan fokonként emelkedve, 1893 januárjától ezen társaság matematikai osztályának főnöke volt. Az 1885-ös Országos Általános Kiállítás alkalmával a magyar földrajzi társaság kiállítási bizottságának jegyzője volt; a főváros törvényhatósági bizottságának tagja, iskolaszéki alelnök; a magyar földrajzi társaság választmányi tagja; a társadalmi téren, különösen az egyleti élet körében is működött. Nagyobb tanulmányutat tett Német- és Franciaországban, Hollandiában, Belgiumban, Olaszországban, a Balkán-félszigeten és a Levantéban; különösen pedig monarchiánk tengerpartját (Fiume és Dalmácia) ismételten beutazza. A magyar és német nyelven kívül, jártas volt az angol és olasz nyelvben. Elhunyt 1927. április 22-én reggel fél nyolckor, örök nyugalomra helyezték 1927. április 24-én délután Kerepesi temetőben. Neje rákosi Nászay Erzsébet volt.
Cikkei a Földrajzi Közleményekben (1882. Az Ion szigetek és az Ion tenger, 1885. Raguza és környéke, francziául és olaszul is), a Budapesti Szemlében (1885. Szaloniki), a Nemzetben (1887. 240. sz. Néhány szó Hunfalvy Jánosról, 1889. jún. 13. Egy román térkép), a Pressburger Zeitungban (1888. dec. 13. Hunfalvy János életrajza), az Agramer Zeitungban (1889. Dalmáczia visszacsatolása a magyar birodalomhoz, németül).

## Munkái
- A Károlyváros-Fiumei vasútvonal ismertetése tájképi szempontból. Bpest, 1878 (különny. a Földr. Közleményekből)
- Magyar kikötő, magyar hajózás. Bpest, 1878
- A tenger. Bpest, 1879
- A magyar tengeri hajózás. Bpest, 1879 (különnyomat az Ellenőr 350. sz.)
- Fiume. Bpest, 1881 (Különny. a Földr. K.-ből.)
- Ritter Károly összehasonlító (bölcsészeti) földrajza. Bpest, 1882 (Bemutattatott a m. tud. akadémia 1882. ápr. 3. ülésén. Ism. Bud. Szemle sat.)
- A magyar földrajzi társaság az 1885. évi budapesti országos általános kiállításon. Előrészül: az 1845. évi antwerpeni nemzetközi s az ugyanazon évi budapesti orsz. ált. kiállítás összehasonlítása. Bpest, 1885
- A suezi csatorna tekintettel különösen a mai gyarmati politikára és Fiuméra. Bpest, 1887
- Árvízkár biztosítás. Bpest, 1888 (különny. a Nemzet 317. sz.)
- Az Athosz-hegy és kolostorai. Bpest, 1891 (különny. a Földr. Közl.)
- Dalmatia visszacsatolása a magyar birodalomhoz. Bpest, 1889
- Magyar földrajzi könyvtár. Bibliotheca Geographica Hungarica. A magyar birodalomról bármely nyelven, valamint magyar szerzőktől bármely földrajzi tárgyról és bármely nyelven megjelent irodalmi művek könyvészete idevágó irodalomtörténeti bevezetéssel. Bpest, 1893 (ism. Századok, Nemzet 95. sz. esti k., Prot. Egyh. és Isk. Lap, Erdélyi Múzeum, Erdély. M. Könyv-Szemle 1894. sat.)
- Budapest jelene és jövője közigazgatási szempontból. Bpest, 1894 (különny. a Budapesti Szemléből)
- Emlékezés a Magyar Földrajzi Társaság 50 éves múltjára. Bpest, 1922